# Журневич Василь Сергійович
Василь Сергійович Журневич (біл. Васіль Сяргеевіч Журневіч, нар. 21 лютого 1995, с. Луцкавляни, Індурська сільська рада, Гродненський район, Гродненська область, Білорусь) — білоруський футболіст, нападник клубу «Динамо-Берестя».

## Клубна кар'єра
Вихованець ДЮСШ «Белкард» у Гродно, а потім якийсь деякий час навчався в академії ПМЦ. У 2012 році почав виступати за дубль «Німана», де наступного року закріпився у стартовому складі. Восени 2014 року «Німан» взяв курс на омолодження команди, і Василя перевели в основний склад. Дебютував у Вищій лізі 19 жовтня 2014 року в матчі проти «Білшини», вийшовши на заміну на 89-ій хвилині.
У січні 2016 року на два роки продовжив контракт з «Німаном». У сезоні 2016 року виступав переважно за дубль, лише двічі виходив на поле в основній команді «Німана». У першій половині сезону 2017 року провів 15 матчів за дубль «Німана», де відзначився 15 голами. У липні 2017 року відправився в оренду до клубу четвертого польського дивізіону «Зніч» з Білої Піски.
У січні 2018 року почав готуватися до нового сезону з «Німаном». У лютому 2018 року підписав новий контракт з клубом. У сезоні 2018 року грав за дубль, не з'являючись на полі в основній команді.
Наприкінці сезону 2018 року залишив «Німан». У січні 2019 року перебував на перегляді у «Вітебську», згодом відправитися на перегляд у «Городею», але в підсумку в березні 2019 року став гравцем «Ліди».У лідському клубі регулярно виходив на поле, переважно, на заміну.
У серпні 2019 року перебрався до «Слоніма-2017», де закріпився у стартовому складі. З січня 2020 року побував на перегляд у жодинському «Торпедо-БелАЗі», з яким у березні й підписав контракт. Не зміг закріпитися в основній команді, де зазвичай залишався на лавці запасних або виходив на заміну, грав переважно за дубль.
З січня 2021 року тренувався з берестейським «Динамо». У лютому 2021 року, після закінчення контракту, залишив «Торпедо-БелАЗ» і незабаром підписав угоду з берестейським клубом.

## Кар'єра в збірній
Виступав за юнацьку збірну Білорусі. 15 квітня 2015 року зіграв свій єдиний матч за молодіжну збірну Білорусі, вийшовши на заміну у другій половині товариського матчу з юнацькою збірною України (U-20).

## Досягнення
«Торпедо-БелАз»
- Вища ліга Білорусі
  -  Бронзовий призер (1): 2020

## Статистика виступів
| Сезон    | Дивізіон | Клуб            | Країна   | Матчі | Голи |
| -------- | -------- | --------------- | -------- | ----- | ---- |
| 2012     | дубль    | «Німан»         | Білорусь | 12    | 4    |
| 2013     | дубль    | «Німан»         | Білорусь | 17    | 4    |
| 2014     | Д1       | «Німан»         | Білорусь | 2     | 0    |
| 2015     | Д1       | «Німан»         | Білорусь | 14    | 1    |
| 2016     | Д1       | «Німан»         | Білорусь | 2     | 0    |
| 2017 (1) | дубль    | «Німан»         | Білорусь | 15    | 8    |
| 2018     | дубль    | «Німан»         | Білорусь | 27    | 4    |
| 2019 (1) | Д2       | «Ліда»          | Білорусь | 14    | 3    |
| 2019 (2) | Д2       | «Слонім-2017»   | Білорусь | 13    | 5    |
| 2020     | Д1       | «Торпедо-БелАЗ» | Білорусь | 5     | 0    |